# Метявичі
Метявичі (пол. Mieciewicze, Miaciewicze, Mitiawicze, біл. Мяця́вічы, рос. Метявичи) — село в Солігорському районі Мінської області, біля автошляху Н9645, що входить до складу Чижевицької сільської ради. На річці Случ, біля 4 км на півнійний схід від Солігорську.

## Історія
У XVI столітті Метявичі були власністю князів Олельковичів. Після смерті останньої з родини в 1612 р. святої Софія, дружини Януша Радзивіла (1579—1620), віленського каштеляна, стали частиною статка Радзивіла. Пізніше їх отримали Лещинські. У першій половині XIX століття належали родині Корсаків. Урбан Крупський придбав у них Метявичі у 1850 році. Його син Боніфацій Крупський (1822—1903) успадкував його маєток, а його син Зигмунт Крупський (1883—1940) був останнім власником села. У другій половині ХІХ століття їхня власність налічувала близько 120 волок.
Після Другого поділу Польщі 1793 року Метявичі, що раніше належали до князівства Копильсько-Слуцького та повіту Слуцького Новогрудської Речі Посполитої, опинилися у складі Слуцького повіту (рос. уезд), що входив до Мінського намісництва Російської імперії. Після стабілізації польсько-радянського кордону в 1921 році це село увійшло до складу Білоруської Радянської Соціалістичної Республіки (СРСР), з 1991 року — у Республіку Білорусь. У 1924—1964 рр. Метявичі — центр Метявицької сільської ради. До 30 жовтня 2009 року село входило до Погостської сільської ради. Після 2009 р. входить до складу Чижевицької сільської ради.
У другій половині XIX століття тут стояла католицька каплиця до Жовтневого перевороту. Будівля спиртового заводу, що існувала з XIX століття, була знесена на межі XX та XXI століття.
У 2009 р. в селі проживало 204 особи.

## Відомі особи
- Леонід Адамович Маринич (*1960) — посол Білорусі в Узбекистані.
- Боніфацій Урбанович Крупський (1822—1903) — власник Метявичів[7][4].